# Carl Hysén
Carl Oskar Hysén, född 12 juli 1911 i Råda församling, Göteborgs och Bohus län, död 12 februari 1996 i Brämaregårdens församling, Göteborgs och Bohus län, var en svensk fotbollsspelare som spelade för IFK Göteborg. Han spelade vänsterback, och gjorde 73 allsvenska matcher (4 mål) för klubben mellan 1932/1933 och 1936/1937. 1934/1935 vann han SM-guld med IFK.

## Familj
Hysén var bror till Erik Hysén, även han IFK-spelare. Därigenom var han farfars bror till Glenn Hysén och farfars farbror till Tobias, Alexander och Antonio Hysén.